# ReactOS
A ReactOS egy nyílt forráskódú projekt, melynek célja, hogy egy mikrokernel alapú, a Windows NT, Windows 2000 és Windows XP alkalmazásaival és drivereivel kompatibilis operációs rendszert fejlesszenek ki. A program jelenleg alpha állapotban van.
A ReactOS számos komponensét GNU General Public License, GNU Lesser General Public License és/vagy BSD licenc alatt publikálják.

## Története
1996 körül, nyílt forráskódú fejlesztők egy csoportja elindított egy projektet FreeWin95 névvel. Az volt a cél, hogy egy Windows 95 klónt hozzanak létre. A projekt rendszertervezési viták miatt akadozott.
1997 végén még mindig nem volt eredménye a projektnek. Jason Filby lett a projekt koordinátora, aki felhívta a projekt tagjait, hogy leheljenek új életet a projektbe. A projekt célja a Windows NT újraalkotása lett és az, hogy véget nem érő megbeszélések helyett a leírt programkódon lesz a hangsúly. Megváltoztatták a projekt nevét is, ekkor lett ReactOS. Végül a ReactOS projekt 1998 februárjában vette ténylegesen kezdetét, a rendszermag (kernel) és az alapvető driverek (IDE, billentyűzet stb.) fejlesztésével.
2003. február 1-jén adta ki a fejlesztőcsapat a 0.1.0 verziót, mely az első változat, amit önmagán lehet lefordítani (azaz egy ReactOS-en futó fordítóprogrammal le lehetett fordítani a ReactOS forráskódját). Ebben a verzióban volt képes az OS először CD-ről bootolni, lehetett szöveges telepítőprogrammal (USetup) feltelepíteni, támogatta 4 GB-nál nagyobb FAT32 partíciókat, implementálta a linuxos Ext2/Ext3 fájlrendszer támogatást stb. A változatnak még nem volt grafikus felülete.
A következő mérföldkő a 2004. január 25-én megjelent 0.2.0 verzió volt, melynek már volt grafikus felhasználói felülete, megjelent a ReactOS Explorer fájlkezelő kezdetleges "drag'n'drop" ("húzd és ejtsd") funkcióval és az első lokalizációkkal (cseh, svéd). 2005 végéig jelentős fejlődésen ment keresztül mind a kernel (újraírt Debugger, stabilitást javító fixek), mind a futásidejű könyvtár (runtime library). Megjelent az OpenGL (0.2.1-től) és az alapvető 3D funkciók (nVidia kártyák hardveres támogatása), a Sound Blaster kártyák támogatásával az alapvető hangkezelés (0.2.1-től), továbbfejlődtek a hálózatos, illetve internet funkciók (FTP, IPConfig), a nyelvi lokalizációk és az időzónák támogatása. A 0.2.9 változatban jelent meg az első teljes magyar nyelvű lokalizáció és billentyűzet támogatás.
2006 augusztus 27-én adták ki a 0.3.0 változatot, mely többek között jobb hardverfelismerést, jelentősen továbbfejlesztett hálózati interfészt, illetve DirectX és USB támogatást, valamint bővített Vezérlőpultot hozott. A további alváltozatokban a következő főbb újítások jelentek meg: felhasználó beléptetés (Winlogon), Eszközkezelő (0.3.1-től), fejlesztett Vezérlőpult, DirectX és shell (0.3.4-től), SATA támogatás (0.3.10-tól), DirectSound (0.3.11-től), DHCP implementáció, újraírt FAT fájlrendszer kezelő (0.3.12-től), MIDI támogatás (0.3.13-tól), Wi-Fi (0.3.14-től), USB tárolók (USB mass storage), USB hubok, USB CD-ROM-ról való telepítés támogatása (0.3.15-től).
A 2016. február 16-án megjelent 0.4.0 verzió számos újítás mellett átdolgozott shellt, kibővített hálózati kapcsolatokat, fejlesztett telepítőt és DirectX diagnosztikai és teszt funkciókat, valamint szélesvásznú képernyőmódok (16:9, 16:10) támogatását hozta. Az ezt követő alváltozatok 2021 végéig főként fájlrendszerek támogatásában (így pl. Btrfs, Reiserfs, FFS, NTFS), PCI kártyák felismerésében, ISO fájlok kezelésében, kernel és rendszertöltő fejlesztésekben hoztak előrelépést. 2025. március 21-én megjelent a 0.4.15 változat, mely hibajavításokat tartalmaz a Plug and Play, a hang alrendszereken, valamint a memóriakezelés terén, továbbá továbbfejlesztett rendszer-alkalmazásokat, shellt és működő bootolási lehetőséget USB eszközökről.

## Működés

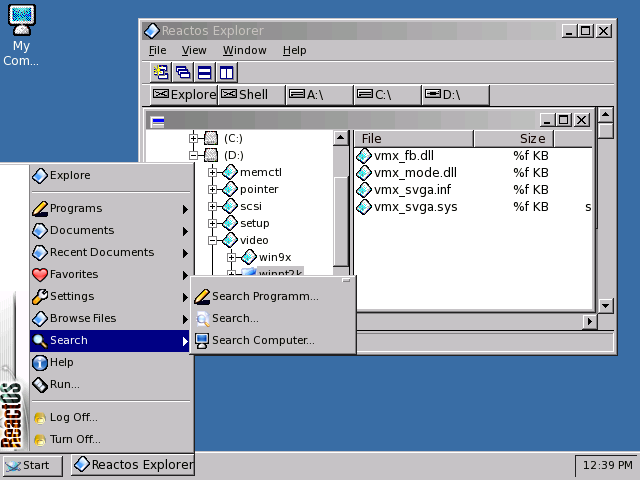
A ReactOS Explorer és a Start Menu

### Rendszermag, API-k
A rendszermag stabilitása folyamatosan javul, mivel szinte mindegyik alverzió tartalmaz valamilyen hibajavítást a kernelen. A projekt rövidtávú céljai között szerepel a kék halállal végződő rendszerhibák minimalizálása. Számos alkalmazásprogramozási felület (API) áll rendelkezésre, így például az ACPI, a Native API (NTDLL.dll), a DirectX, vagy az OpenGL.

### Fájlrendszerek
A fájlrendszerek közül jelenleg a következőket támogatja az operációs rendszer: 
- FAT32 (fastfat.sys) — olvasás/írás/bootolás
- ext2/3/4 (ext2fsd.sys) — olvasás/írás/bootolás
- Btrfs (btfs.sys) — olvasás/írás/bootolás
- NTFS (ntfs.sys) — olvasás/bootolás,[25] folyamatban van a teljes támogatás implementálása[28]

Megszűnt támogatás:
- ReiserFS (rfsd.sys) — 2015-ben kezdődött a ReactOS-be illesztés,[29] azonban a 0.4.15-ös változattól megszűnt a támogatása[25] (csakúgy mint a Linux esetében)[30]
- FFS — a 0.4.15-ös változattól megszűnt a támogatása[25]

Az SMBFS jelenleg még nem támogatott, de tervben van a Samba fájlrendszer implementálása.

### Rendszerindítás
A ReactOS rendelkezik saját rendszertöltővel (FreeLDR), de már a 0.3.0 változattól kezdődően támogatja a linuxos, jól paraméterezhető GRUB-ot is. Egyelőre a FAT32/FAT16 partíciók használata javasolt rendszerpartíciónak elsődlegesen, mert ez a legkiforrottabb jelenleg. A GRUB elsődleges használata is lehetséges, mely révén számos operációs rendszert telepíthetünk rendszerünkre és bootolhatunk be ugyanarról a gépről.

### Fájlkezelő és GUI
A ReactOS fontos része a Windows Intézőhöz hasonló ReactOS Explorer, amely a 0.2.0 változattól az operációs rendszer alapvető grafikus felhasználói felülete (shell, GUI).

### Kompatibilis alkalmazások
Már a ReactOS 0.2 verzióján számos Win32 alkalmazás futott, beleértve a Notepad szövegszerkesztőt, a Regedit-et (a registry szerkesztő), a CMD parancssor értelmezőt, illetve számos felhasználói alkalmazást, úgy mint az AbiWord-öt, a LibreOffice-t, vagy a WinZIP-et, de közben játékok kompatibilitásának tesztelését sem hanyagolták el, így jelenleg - többek között - használható a Quake, a World of Warcraft, a StarCraft, de az aknakereső egy klónja is. A Microsoft Office szoftvercsomag, illetve részei futtathatóságán folyamatosan dolgoznak, de egyelőre még nem értek el hibamentes működést. A tervek között szerepel az NT5 (Windows 2000/XP) alkalmazások támogatása mellett az NT6+ (Windows Vista/7/8/10) implementálása is, mely ugyanakkor még kísérleti fázisban van az alapvető kernelfunkciók és API-k bővítésével.

### Kompatibilis hardverek
A ReactOS fejlesztésének célja, hogy a hardverek minél szélesebb körén legyen használható, de minimálisan a 2000-es években használt PC-konfigurációkon.
Mikroprocesszorok közül a Cyrix III/C3-tól kezdődően az AMD K5/K6/K6-2/K6-III, majd a Pentium MMX, i686 kategóriában AMD Athlon, Pentium II/III/Pro, végül pedig a Pentium 4, Celeron, Intel Core Duo, Pentium Dual-Core és AMD Sempron támogatottak. A korábban tervezett ARM, illetve PowerPC processzorokra, illetve platformokra történő fejlesztés jelenleg nem aktív, így ezek nem támogatottak.
A hang-támogatás jelenleg még csak néhány hangkártya esetén működőképes, ezek közül kiemelendők a Creative Labs Sound Blaster és SB Live! kártyái, valamint a Yamaha néhány hangkártyája.
A videómegjelenítés támogatása szintén részleges jelenleg és általánosságban jellemző, hogy a Windows XP/Windows Server 2003 driver-változatokat érdemes használni, mert a korábbiak nagy valószínűséggel rendszer-összeomlást okoznak. 2D megjelenítés terén általában a VESA 2.0 kompatibilis módok működnek. Az S3 Trio, Virge és Savage, valamint az Nvidia Riva TNT2, Geforce és Quadro kártyák jellemzően működnek, többségük 3D funkciói is. A 3dfx Voodoo, a Matrox, az ATI Rage és Radeon kártyák részlegesen működnek, jellemzően csak 2D-ben. Az OpenGL támogatás implementált, de nem minden hardveren működik megfelelően.
A vezetékes hálózati kártyák döntő többsége működik ReactOS alatt, míg a wifi kártyák közül csak bizonyos típusok.

## Tervek
A ReactOS fejlesztői tovább dolgoznak a GUI rendszeren, hálózati, multimédiás és plug-and-play hardver támogatáson. A Java és a .NET támogatása (a Mono-n keresztül) egyelőre távolabbi terv. A közeljövő tervei:
- Hibamentesen futó alap alkalmazások (értsd: böngésző, legalább az Office 2010, médialejátszó stb.)
- Nyomtatási támogatás véglegesítése
- Wifi támogatás véglegesítése (nagyrészt megvalósult)
- Virtualizációs eszközök hibáinak kiküszöbölése
- Kék halállal végződő hibák minimalizálása
- Shell véglegesítése (nagyrészt megvalósult)
- USB támogatás kiterjesztése minden eszközre (nyomtatók, USB Wifi és 3G adapterek stb.)
- Windows driver-kompatibilitás fejlesztése
- UEFI boot
- 64-bites kiadás[26]

## Kihívások és lehetőségek
A projekt egyik nagy kihívása, hogy még több fejlesztőt vegyenek rá a projektmunkára. A korábbi időszakban főként egyetemistákat kerestek közreműködőnek, azonban ez a megkötés 2022 óta már feloldásra került. A Google 2022-es nyári programozói programja (Google Summer of Code, GSoC) keretében felhívást tettek közzé kétféle intenzitású együttműködésre, egy 175 és egy 350 órásra, nem csak egyetemisták részére. A nyílt projektben való részvétel lehetőséget ad egy operációs rendszer kernel-szintű fejlesztésére élesben, NT architektúrán.
Nagyon fontosak a fejlesztői közösség adományai, melyek alkalmanként lehetővé teszik egy-egy szakavatott programozó időszakos finanszírozását. Legutóbb, 2023 szeptemberétől dolgozott Hermès Bélusca-Maïto 5 hónapig a ReactOS új grafikus telepítőjén, 2020-ban pedig Jérôme Gardou fejlesztette tovább 3 hónapon át a rendszer memóriakezelését.

## Minimális hardverkövetelmények
- Pentium I processzor (Pentium Pro vagy Pentium II minimum ajánlott)[47]
- 32MB RAM
- IDE vagy SATA (IDE-kompatibilis módban) merevlemez legalább 350 MB üres tárhellyel
- FAT16/FAT32 boot partíció
- VGA-kompatibilis videókártya (VESA BIOS v2.0 vagy újabb)
- PS/2 vagy USB (legacy módban) billentyűzet
- PS/2 vagy USB (legacy módban) kompatibilis egér vagy Microsoft Mouse-kompatibilis soros egér[48]

A ReactOS futtatható szoftveresen is, emulálva (megfelelő teljesítményű hardveren), VMware-en, QEMU-n vagy Bochs-on.

## Külső hivatkozások
- ReactOS honlapja
- ReactOS Nightly Builds